# مک‌کونلس (کارولینای جنوبی)
مک‌کونلس(به انگلیسی: McConnells) شهری در ایالت کارولینای جنوبی کشور ایالات متحده آمریکا است که جمعیت آن در سرشماری سال ۲۰۱۰ میلادی، ۲۵۵ نفر بوده‌است.